# Скотт (округ, Индиана)
Скотт (англ. Scott County) — округ в штате Индиана, США. Официально образован в 1820 году, получил своё название в честь американского военного деятеля и 4-го губернатора Кентукки Чарльза Скотта. По состоянию на 2010 год, численность населения составляла 24 181 человек.

## География
По данным Бюро переписи США, общая площадь округа равняется 499,223 км2, из которых 493,136 км2 суша и 6,087 км2 или 1,220 % это водоёмы.

## Климат
Климат в этой области характеризуется жарким влажным летом и холодной зимой Среднего Запада. Согласно системе классификации климата Кёппена, округ Скотт имеет влажный субтропический климат, сокращенно обозначаемый аббревиатурой «Cfa» на климатических картах.

## Население
По данным переписи населения 2000 года в округе проживает 22 960 жителей в составе 8 832 домашних хозяйств и 6 491 семей. Плотность населения составляет 47,00 человек на км2. На территории округа насчитывается 9 737 жилых строений, при плотности застройки около 20-ти строений на км2. Расовый состав населения: белые — 98,64 %, афроамериканцы — 0,05 %, коренные американцы (индейцы) — 0,16 %, азиаты — 0,18 %, гавайцы — 0,00 %, представители других рас — 0,43 %, представители двух или более рас — 0,54 %. Испаноязычные составляли 0,97 % населения независимо от расы.
В составе 35,00 % из общего числа домашних хозяйств проживают дети в возрасте до 18 лет, 57,60 % домашних хозяйств представляют собой супружеские пары проживающие вместе, 11,30 % домашних хозяйств представляют собой одиноких женщин без супруга, 26,50 % домашних хозяйств не имеют отношения к семьям, 22,50 % домашних хозяйств состоят из одного человека, 8,90 % домашних хозяйств состоят из престарелых (65 лет и старше), проживающих в одиночестве. Средний размер домашнего хозяйства составляет 2,58 человека, и средний размер семьи 2,99 человека.
Возрастной состав округа: 26,30 % моложе 18 лет, 9,20 % от 18 до 24, 30,30 % от 25 до 44, 23,20 % от 45 до 64 и 23,20 % от 65 и старше. Средний возраст жителя округа 35 лет. На каждые 100 женщин приходится 98,60 мужчин. На каждые 100 женщин старше 18 лет приходится 95,60 мужчин.
Средний доход на домохозяйство в округе составлял 34 656 USD, на семью — 39 475 USD. Среднестатистический заработок мужчины был 30 954 USD против 22 464 USD для женщины. Доход на душу населения составлял 16 065 USD. Около 10,50 % семей и 13,10 % общего населения находились ниже черты бедности, в том числе — 17,70 % молодежи (тех, кому ещё не исполнилось 18 лет) и 9,70 % тех, кому было уже больше 65 лет.